# Xã Homer, Quận Buchanan, Iowa
Xã Homer (tiếng Anh: Homer Township) là một xã thuộc quận Buchanan, tiểu bang Iowa, Hoa Kỳ. Năm 2010, dân số của xã này là 625 người.